# Ävjebrodd
Ävjebrodd (Limosella aquatica) är en växtart i familjen lejongapsväxter.